# Салата, Дарио
Дарио Салата (хорв. Dario Salata; 21 апреля 1913, Лошинь, Приморско-Горанская жупания — 1990) — итальянский яхтсмен хорватского происхождения, участник летних Олимпийских игр 1948 и 1952 годов.

## Биография
Дарио Салата участвовал во Второй мировой войне.
В 1948 году Дарио Салата принял участие в летних Олимпийских играх в Лондоне. Итальянский спортсмен выступал в классе «Ласточка». Партнёром Салаты по экипажу стал Ачилле Ронкорони. Итальянские яхтсмены выступали на лодке с названием Entoria. Лишь раз по ходу турнира итальянцам удалось попасть в число призёров отдельно взятого старта, заняв в четвёртой гонке второе место. В итоге по результатам семи гонок итальянский экипаж занял итоговое 6-е место.
На летних Олимпийских играх 1952 года в Хельсинки Салата выступал в соревнованиях в «5,5-метровом R-классе». В состав экипажа лодки под названием Mirtala помимо Салаты входили Эгоне Якин и Джорджио Аудицио. Итальянские яхтсмены ни в одной из гонок не смогли попасть в тройку сильнейших, в результате чего по завершении семи соревновательных гонок заняли итоговое 10-е место.
В дальнейшем Салата продолжил заниматься парусным спортом. Являлся дизайнером ряда лодок 5,5-метрового класса.